# Капля воды — крупица золота
Капля воды — крупица золота (дословный перевод с туркм. Suw damjasy – altyn dänesi) — официальный национальный праздник Туркмении, который ежегодно отмечается с 1995 года в первое воскресенье апреля.

## История

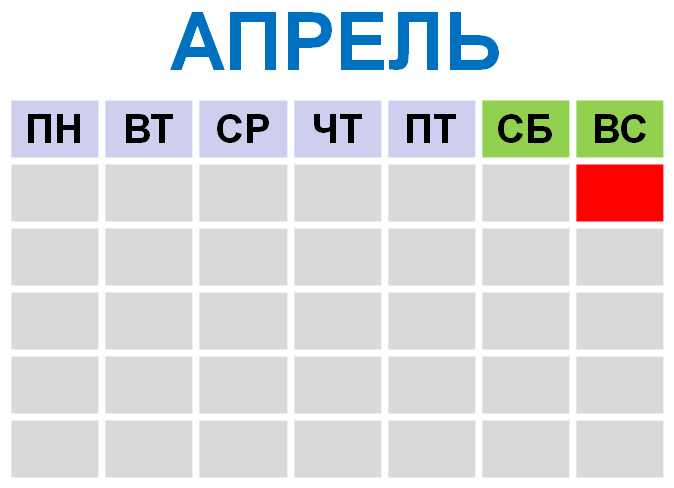
Первое воскресенье апреля

Национальный праздник «Капля воды — крупица золота» отмечается в республике согласно Указу С. А. Ниязова. Впервые этот праздник отмечался в Туркмении в 1995 году. Комментируя название праздника, Сердар Туркменистана отметил, что предки туркмены «сравнивали каждую каплю воды с крупицей золота, поклонялись ей, как самой большой святыне, ниспосланной Аллахом». Организатор и идеолог праздника всенародно провозгласил своей целью искусственное смягчение сурового и сухого климата пустыни Каракумы и превращение Республики в курорт мирового уровня и значения.
В 2006 году С. А. Ниязов сказал следующее: «Замечательный праздник, который мы начали отмечать в эпоху независимости, — это праздник воплотившейся в жизнь народной мечты о воде, щедрой благодарности напоенной водой земли, этот праздник — символ драгоценной влаги, превращающей степи и равнины наши в цветущие оазисы».

## Празднование
В Ашхабаде, в областных центрах Туркмении и возле крупных мелиоративных сооружений во время праздника «Капля воды — крупица золота» проходят всевозможные театрализованные представления, концерты профессиональных и самодеятельных эстрадных и фольклорных ансамблей Туркмении.
«Капля воды — крупица золота» является профессиональным праздником туркменских мелиораторов и работников водного хозяйства. Уже традиционно работники отрасли награждаются в этот день государственными наградами, денежными премиями, памятными подарками, благодарностями и грамотами от руководителей[чего?].